# Војносанитетски преглед
Војносанитетски преглед је часопис који излази од 1944. године и бави се питањима медицине, са посебним нагласком на војну и ратну медицину, стоматологије и фармације.

## О часопису
Војносанитетски преглед (ВСП) је стручни часопис лекара и фармацеута Војске Србије, али у њему се објављују и радови аутора из цивилних здравствених и академских институција Србије и иностранства. Издавач часописа је Управа за војно здравство Министарства одбране Републике Србије, а његова редакција налази се у згради Војномедицинске академије у Београду. У часопису се објављују оригинални радови, кратка саопштења, општи прегледи, мета-анализе, актуелне теме, прикази болесника, коментари, лични ставови, прикази стручних књига и скупова, писма уреднику, као и радови из историје медицине. 
Припрема рукописа за ВСП обавља се према препорукама Интернационалног комитета уредника медицинских часописа (International Committee of Medical Journal Editors – ICMJE).
Приликом публиковања радова у часопису поштују се принципи добре научне праксе и добре праксе у научној публицистици који се односе на све судионике у процесу публиковања научног рада: ауторе, рецензенте и саме уреднике часописа.
Сваки примљени рукопис проверава се помоћу система CrossCheck (софтвер iThenticate) на евентуални (ауто)плагијаризам. 
Часопис индексирају најпознатије индексне базе научне публицистике, a садржај сваког броја објављује се у часописима Giornale di Medicine Militare и Revista de Medicina Militara, док приказе оригиналних радова и извода из садржаја објављује International Review of the Armed Forces Medical Services.

### Историјат
Први број објављен је у септембру 1944. године настављајући традицију Војно-санитетског гласника који је излазио у периоду 1930 – 1941. године. Чланци у ВСП објављивани су у почетку само на српском језику са апстрактом на српском, енглеском, руском и француском, а касније на српском или енглеском језику са апстрактима на оба језика. Од 1976. године ВСП има ISSN број 0042-8450.
Иако је ВСП од самог почетка излажења имао значајно место у домаћој биомедицинској публицистици, жеља његовог уредништва била је добијање међународног статуса. Ка том циљу кренуло се 2002. године проширењем Уређивачког одбора у који су ушла најпознатија имена српске медицине, као и повећањем круга рецензената из различитих области медицине, фармације и стоматологије, уз пооштравање критеријума за прихватање радова. У току 2005. године формиран је и међународни уређивачки одбор, а 2008. године часопис добија свој сајт на српском и енглеском језику.

Ово, као и стално позивање аутора да своје радове објављују на енглеском језику у циљу повећања „видљивости“, резултовало је укључењем ВСП 2008. године у систем праћења Science Citation Index Expanded (SCIe), цитатне базе Web of Science, kao и добијањем првог импакт фактора.
Од јануара 2011. године у ВСП се објављују само радови на енглеском језику, уз апстракт на српском, а од децембра исте године почиње објављивање радова електронски, пре изласка штампаног броја, као Оn-line first.
Од 1. јануара 2012. године прешло се на електронско уређивање часописа. Овај систем подржава све активности управљања уређивањем, од креирања странице часописа, преко пријављивања рукописа, праћења рецензентског процеса, вођења администрације и чувања евиденције, до доношења коначних уредничких одлука и публиковања свезака на сопственој веб страници. Он омогућава интеграцију радова у систем унакрсног реферисања (CrossRef/DOI) и систем за превенцију плагијаризма (CrossCheck) помоћу софтвера за потврду оригиналности научног рада и детекцију плагијаризма.
У припреми рукописа за објаву у часопису учествује редакцијски тим састављен од стручних редактора, лектора за српски и енглески језик, техничког уредника, коректора и оператера за унос података. Детаљан приказ развоја ВСП дат је у филму који је снимљен 2014. године поводом обележавања 70. рођендана часописа.

### Насловне стране часописа
Боја корица Војносанитетског прегледа годинама је била маслинасто зелена, попут војничке униформе, затим тамноплава, а од 2006. сваки нови број часописа на корицама има слику која је, на неки начин, повезана са садржајем тог броја или неким историјским, односно актуелним догађајем из света медицине.
- Војносанитетски преглед из 1954. године
- Војносанитетски преглед из 1963. године
- Војносанитетски преглед из 1991. године
- Војносанитетски преглед из 1997. године
- Војносанитетски преглед из 2002. године

### Периодичност излажења
ВСП излази месечно (12 бројева у једној години) и једини је медицински часопис у Србији са таквом динамиком излажења.

## Уредници
Главни и одговорни уредник часописа је проф. др сц. мед. Драгана Вучевић која ту функцију обавља од средине 2022. године.
У претходном периоду главни и одговорни уредници часописа били су: 
- пуковник, проф. др сц. мед. Тихомир Илић, 2021-2022.
- проф. др Силва Добрић, 2006-2020.
- пуковник, доц. др Миле Игњатовић, 2005-2006.
- пуковник, проф. др Владимир Тадић, 2000-2005.
- пуковник, прим. др Душан Милић, 1995-2000.
- пуковник, др Чедомир Марковић, 1990-1995.
- пуковник, др Владимир Ђерговић, 1979-1990.
- пуковник, др Божидар Николић, 1971-1979.
- генерал-мајор, др Жарко Цветковић, 1963-1971.
- пуковник, др Иво Павлетић, 1960-1962.
- генерал-потпуковник, др Гојко Николиш, 1955-1960.
- генерал-мајор, др Ђура Мештеровић, 1953-1954.
- генерал-мајор, др Гојко Николиш, 1944-1952.

Данас ВСП уређују 30 домаћих и 16 иностраних врхунских експерата из различитих области медицине који, заједно са више од 100 рецензената, такође познатих ауторитета на пољу биомедицинских наука, обезбеђују објављивање само висококвалитетних радова.

## Аутори прилога
Војносанитетски преглед је часопис међународног ранга и у њему објављују радове како аутори из Србије тако и аутори из целог света.

## Теме
- Медицина
- Фармација
- Стоматологија
- Војна и ратна медицина

## Електронски облик часописа
Од 1. јануара 2012. године ВСП је прешао на електронско уређивање часописа.

## Индексирање у базама података
- Index Medicus (MEDLINE)
- Excerpta Medica (EMBASE)
- Chemical Abstracts
- Biological Abstracts
- International Pharmaceutical Abstracts
- ЕBSCO
- Web of Science (Science Citation Index Expanded (SCIе))
- Journal Citation Reports/Science Edition
- doiSerbia[3]

У јуну 2011. ВСП је добио свој први импакт фактор (ИФ) који је износио 0,199 (IF za 2010). Током наредних година импакт фактор је био: 0,179 (2011); 0,210 (2012); 0,269 (2013); 0,292 (2014); 0,355 (2015); 0,367 (2016); 0,405 (2017); 0,272 (2018); 0,152 (2019); 0,168 (2020); 0,245 (2021). Импакт фактор за 2022. годину износи 0,2.

## Награде и признања
Поводом 25-годишњице излажења, 1979. године, часопис је одликован Орденом за војне заслуге са великом звездом, што је био доказ препознавања његове улоге и значаја у развоју санитетске службе, а 2011. године, Клинички центар Србије поводом обележавања свог Дана, 27. децембра, доделио је специјалну захвалницу часопису за изузетан допринос у развоју здравствене, научне и информативне делатности у области здравства.
Од 1996. године Издавач и Уређивачки одбор ВСП додељују признање Аутор године, аутору који у претходној години објави највише радова на страницама часописа, а од 2013. године и признање Рецензент године, који добија рецензент са највише урађених рецензија у претходној години. Ова признања уручују се добитницима 2. марта, на свечаности обележавања Дана Војномедицинске академије у Београду.